# Évence-Dieudonné Coppée I
Pour les articles homonymes, voir Coppée.
Évence-Dieudonné Coppée (ou Évence I), né à Haine-Saint-Pierre le 25 mars 1827, y décédé le 8 mai 1875 est un ingénieur, industriel et inventeur des fours à coke qui portent son nom. 

## Biographie
Évence-Dieudonné Coppée, né à Haine-Saint-Pierre le 25 mars 1827, est le deuxième fils de Narcisse Coppée et de Marie Duchène. Connus dans le Hainaut depuis le XVe siècle, les Coppée sont des propriétaires fonciers et cultivateurs exerçant souvent une fonction publique de bailli, de mayeur ou d'échevin. Son père, Narcisse, acquiert en 1825, à Haine-Saint-Paul, le château d'Avondance. Il crée dans une annexe une petite fabrique de broches, pointes et vis. Le 2 juillet 1851, Évence I épouse Joséphine-Sophie Warmont à Haine-Saint-Paul qui lui donne cinq enfants. Leur fils Évence-Narcisse Coppée (ou Évence II) et ses descendants développeront les activités d'Évence I jusqu'à les transformer en un groupe industriel belge et international de première importance.

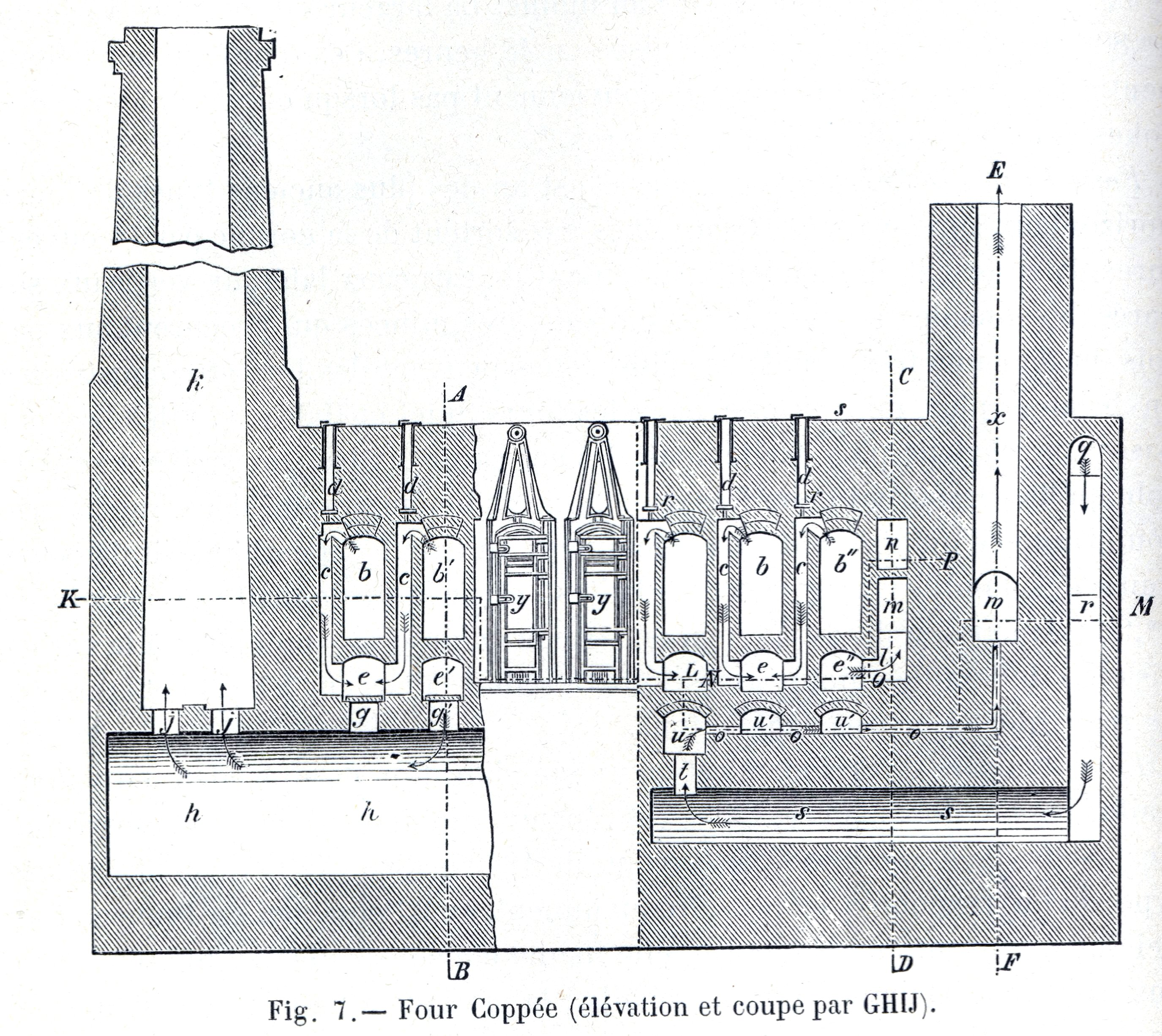
Four à coke Coppée.

Évence I a une formation d'ingénieur à l'école des mines de Mons. Il commence sa carrière professionnelle dans la direction des travaux du fond d'un des sièges de la SA des Charbonnages de Sars-Longchamp et Bouvy (Saint-Vaast) où il reste pendant deux ans.
Cependant, il est plutôt passionné par les nouvelles techniques de carbonisation de la houille. S'inspirant des récents développements techniques, il crée en 1867 la première « batterie Coppée à chambres verticales », ensemble de douze fours à coke juxtaposés, hauts et étroits, séparés par des cloisons minces en briques creuses dont les vides constituent les carneaux de chauffage. « Le four Coppée » est alors le meilleur car il cokéfie le plus rapidement, sur la surface la plus petite, aux moindres frais, la plus grande quantité de charbon. Les fours à coke Coppée sont dès lors construits en Angleterre, Allemagne et en France par Évence I. Dès la sortie des études d'ingénieur de son fils Évence-Narcisse en 1872, ce dernier le seconde et reprendra le flambeau de ses activités industrielles.
Le 8 mai 1875, Évence I décède prématurément à 48 ans d'une fièvre typhoïde.